# Chapelaria Alberto

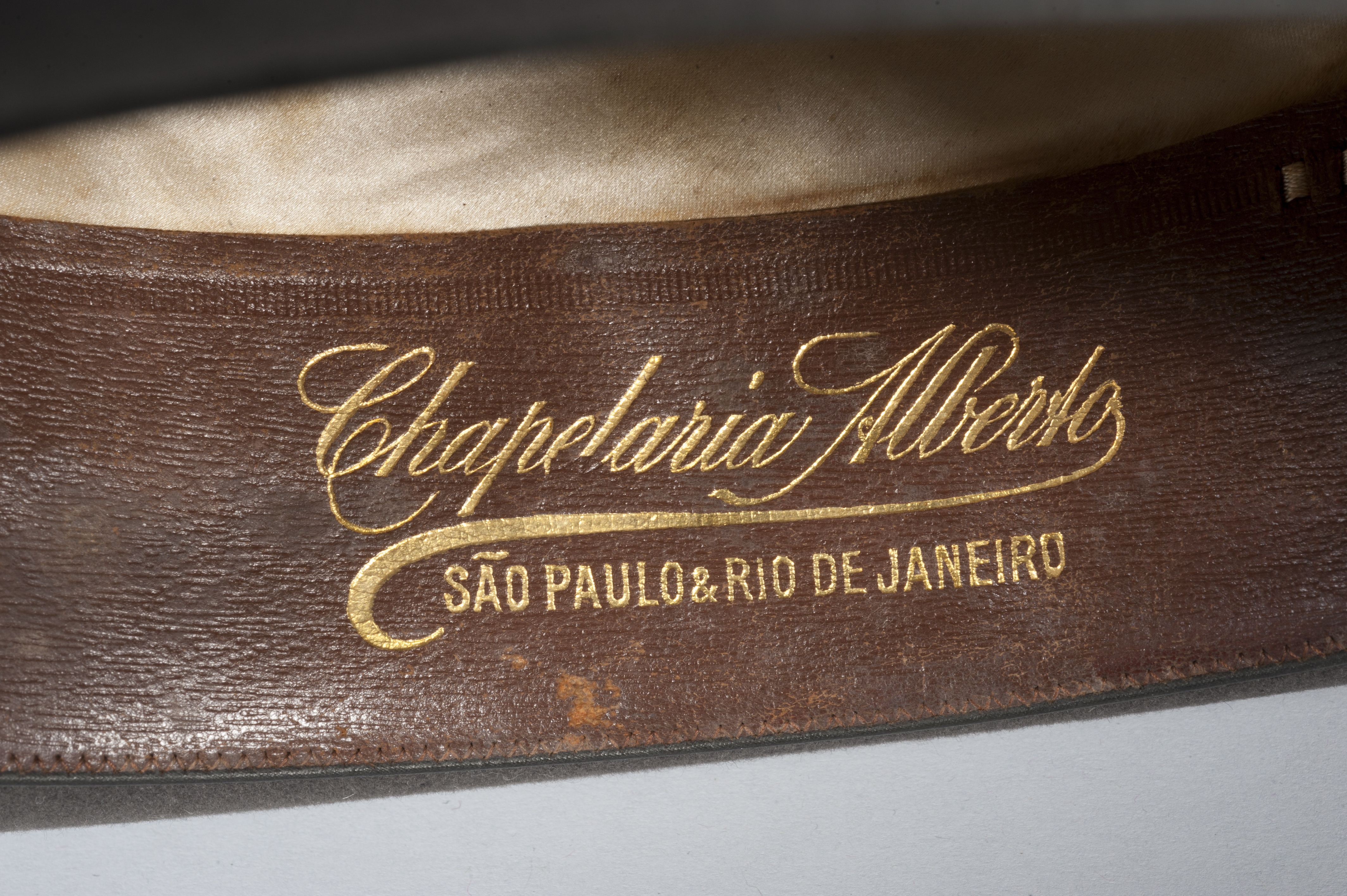
Chapéu produzido pela Chapelaria Alberto presente no acervo do Museu Paulista, na coleção de Alberto Santos Dumont.

A Chapelaria Alberto é um estabelecimento comercial brasileiro localizado no Rio de Janeiro que foi inaugurado em 1894 e é tombado como Patrimônio Cultural da cidade. A loja está situada à rua Buenos Aires e seu tombamento ocorreu na primeira gestão do prefeito Eduardo Paes. Em 2021, seu proprietário era Luís Eduardo Fadel e ela encerrou sua atividades, ao menos momentaneamente, durante a pandemia de COVID. Reporta-se que a chapelaria reabriu as portas no fim de maio, após cinco meses fechada devido a problemas financeiros durante a pandemia.

## Histórico
Foi considera uma das chapelarias mais elegantes da cidade, com vitrines de madeira, sendo a primeira loja a ter um letreiro luminoso. No ano de 1947, após reforma, passou a vender artigos finos para homens, tendo clientes ilustres como Vinícius de Moraes e o Rei Alberto, da Bélgica.